# بوميريوم

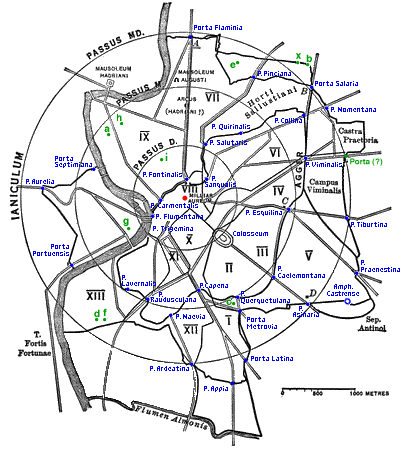
حدود البوميريوم، جدار مدينة روما القديمة.

البروميريوم (باللاتينية: Pomerium، أي: الجدار) هو جدار كان يمثّل حدوداً مقدَّسة لمدينة روما القديمة. وفق القانون الروماني، لم يكن لمدينة روما وجودٌ إلا ضمن حدود الجدار، أما كل ما وراءه فكان محض مقاطعاتٍ تنتمي إلى الدولة الرومانية.

## الجغرافيا
وفق الأساطير القديمة، فإنَّ البوميريوم هو خط رسمه رومولوس ورموس بنفسيهما حول جدران المدينة القديمة عندما أسَّساها أول مرة، ليدشّنها فيما بعد سيرفيوس توليوس. وضعت أساسات الجدار في نفس اليوم الذي أسِّست فيه المدينة، وهو الذي يقال أنه 21 أبريل. حسب المؤرخ الروماني تيتوس ليفيوس، فإنَّه وبالرغم من كون الأصل اللغوي لمصطلح «بوميريوم» (نحتٌ من post وmoerium) يعني «ما وراء الجدار»، فإن البوميروم كاصطلاحٍ كان بالحقيقة يعني منطقة واسعة بعض الشيء، امتدَّت حدودها وراء وأمام جدران روما. وفقاً لكتابات ليفيوس أيضاً، فإنه واتباعاً لتقاليد إتروسكانية كانت تعتبر منطقة البوميريوم المحيطة بالجدار محرَّمة، ولم يسمح بتشييد الأبنية أو حراثة الأرض فيها (مع أنه يذكر بالحقيقة بطلان هذه العادة بحلول عصره، حيث أصبحت تشيد العديد من الأبنية بجوار الجدار).
لم يتبع البوميريوم في خط بنائه أثر الجدار السرفياني القديم، وقد بقي على هيئته التي بني عليها دون تغيير حتى مجيء الدكتاتور لوسيوس كورنيليوس سولا الذي أمر بتوسعته سنة 80 ق م، كخطوةٍ لتعزيز سلطته وإظهار نفوذه الكبير. عثر ضمن بقايا الجدار على عددٍ من الحجارة البيضاء المُستَعملة كعلامات، والتي دُوِّن عليها أنها وضعت بأمرٍ من الإمبراطور كلوديوس، كما وقد عثر على عددٍ من الحجارة بعيداً عن حيث يُفتَرض بها أن تكون، ويمكن عبر هذه الحجارة تقصِّي الحدود التقريبية التي نتجت عن توسعة للجدار قام بها كلوديوس، وهو حدث تم توثيقه في كتابات تاسيتس.